# Paul Ricard
Pour les articles homonymes, voir Paul Ricard (homonymie).
Paul Ricard, né à Marseille (quartier de Sainte-Marthe, 14e arrondissement) le 9 juillet 1909 et mort le 7 novembre 1997 à Signes, est un chef d’entreprise français, entrepreneur et maire de Signes dans le Var de 1972 à 1980. 
Il est le créateur du pastis Ricard. Son entreprise est actuellement intégrée dans le groupe Pernod Ricard.

## Biographie

### Jeunesse et études
Le 16 mars 1915, sous la pression des ligues de vertu et viticole, l'absinthe est interdite au prétexte qu'elle rend « fou et criminel ». Les consommateurs se contentent alors de liqueurs anisées à 40° dont le taux de sucre et d’essence est trop bas pour une saveur satisfaisante : La Cressonnée, la Tommysette, l'Amourette, Berger et le déjà célèbre Pernod, dont les ventes sont autorisées depuis 1922. Les alcools traditionnels provençaux à base d'anis et d'autres plantes aromatiques (réglisse, fenouil) portent le nom de pastis, mot provençal signifiant « mélange » et encore utilisé en provençal sous cette acception.
Paul Ricard est issu d'une famille de boulangers et de négociants en vins. Il veut être peintre et, parallèlement à sa scolarité au lycée Thiers,, souhaite entrer à l'École supérieure des beaux-arts de Marseille mais son père, marchand de vins, refuse. Aussi aide-t-il son père en le suivant dans ses tournées après le lycée. À 12 ans, il rencontre monsieur Espanet, ancien coiffeur devenu bouilleur de cru qui lui confie le secret de sa recette de pastis à 60°. À l'âge de 17 ans, il quitte le lycée Thiers. Il tente avec son frère Pierre de fabriquer son propre pastis et en faire le plus apprécié des consommateurs. Dans un petit laboratoire de fortune qu'il a aménagé chez lui avec un alambic, il consacre son temps à faire des mélanges, à tester les arômes comme la réglisse et des plantes provençales. Il élabore finalement une recette incluant un mélange d'anis étoilé et d'anis vert teinté d'une pointe de réglisse. À la suite de cela, il distribue et fait tester cet alcool — pourtant interdit — dans les cafés de son quartier Sainte-Marthe, ce qui lui occasionne des problèmes avec les autorités de police et de douane,.

### 1932, l'année de la libéralisation
Le 7 avril 1932, un décret libéralise la fabrication et la vente de boissons anisées à 40°. Paul Ricard, après un intense travail de lobbying, vient de créer la recette originale de son pastis auquel il donne son nom avec un slogan, « Ricard, le vrai pastis de Marseille » : c'est la première fois que le mot pastis apparaît sur l'étiquette d'un apéritif anisé. Il commence ainsi à faire le tour des bistrots et cafés de la ville, pour se faire connaître et se faire une clientèle, car la concurrence est rude à Marseille. Il s'en différencie en vendant son pastis dans une bouteille d’un litre avec lequel on peut tirer cinquante verres.
En huit mois, 250 000 bouteilles sont vendues. Paul Ricard s’occupe de tout : il conçoit lui-même le fameux broc à bec verseur, et dessine les affiches publicitaires qui ornent les premiers camions de livraison de l’entreprise. Très vite, la marque sort du seul territoire marseillais. Un très large réseau de distribution permet à ses ventes de décoller et il devient le premier vendeur de pastis au détriment de Pernod qui n'a pas vu le coup marketing de Ricard d'associer la boisson à Marseille et la Provence.
En 1936, c’est Lyon, où est lancée la première grande campagne publicitaire « Buvez le pastis à la marseillaise, à petites doses, avec cinq volumes d’eau », qui découvre le « vrai pastis de Marseille ». En 1938, un décret porte la teneur d’alcool du « pastaga » à 45° et permet ainsi de dissoudre plus d’essence d’anis, la saveur du pastis prenant alors toute son importance. Enfin, Paris est touché en 1939, à grand renfort de publicité. Cette année-là, des bouteilles font leur apparition en Espagne, en Italie et en Afrique du Nord. L’expansion se confirme, mais les événements vont la contrarier pendant quelques années[réf. nécessaire].

### La parenthèse des années noires
En 1940, c’est la défaite de l'armée française et la naissance du régime de Vichy dans la zone libre. L’État français lance sa « révolution nationale » et le pastis fait partie de ce qui devient interdit.
Le coup est dur, mais Paul Ricard se reconvertit dans l’agriculture en prenant possession du domaine de Méjanes, en Camargue : on y pratique la riziculture et l’élevage. En employant son personnel, il leur évite le STO. Pour compléter cette activité, il exploite l'eau minérale du Pestrin, une source acquise en Ardèche, produit des jus de fruits et les distille pour fournir une essence destinée aux véhicules de la Résistance. Il aimait répéter à ses proches interlocuteurs « J'emmerde le maréchal Pétain ».
À la Libération, la déception va être d’autant plus grande que le nouveau gouvernement ne révoque que partiellement les dispositions de Vichy en n’autorisant que les apéritifs à 40°[réf. nécessaire].

### Une marque mondiale
Après la guerre, Paul Ricard se rend aux États-Unis lors d’un voyage organisé pour des entreprises françaises. Il y découvre la recette du succès des firmes américaines : une organisation très professionnelle, une proximité des dirigeants et des employés, une concertation de tous les instants avec les syndicats et aussi la pratique du sponsoring[réf. nécessaire].
En revenant en France, Paul Ricard décide de prendre les devants et de lancer son entreprise dans une voie encore très peu connue dans le pays, celle du parrainage : en 1948, la caravane du Tour voit apparaître des véhicules insolites arborant le jaune et bleu ricard. Le soir, des concerts gratuits réunissant les stars et les espoirs du moment (Darcelys, Tino Rossi, Charles Trenet, Annie Cordy) distraient les spectateurs. 
En 1950, Paul Ricard rachète l'île de Bendor, propriété de la famille Ricard depuis. 
En mai 1951, le pastis est rétabli par décret (Pernod lance à cette occasion son Pernod 51). Revers de la médaille, la publicité des apéritifs anisés par affichage ou voie de presse est interdite par une loi du 6 janvier 1951.

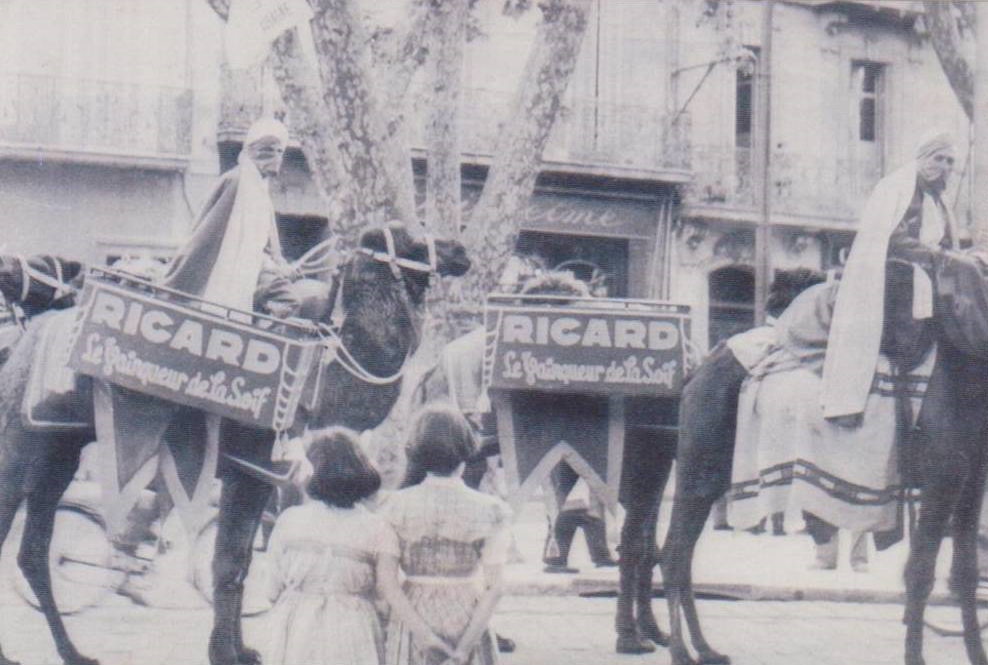
La « caravane de la soif » en 1956.

En 1956, en pleine crise de Suez et pénurie de pétrole, il organise la « caravane de la soif », avec une livraison de Ricard dans Paris à dos de chameau.  
Pour développer sa politique, Paul Ricard impose des structures sociales bien adaptées à ses projets. Jusqu’en 1960, à Marseille, il n’existe pas de comité d’entreprise. Sa fonction est assurée par une « Amicale » qui prend en charge et organise toutes les manifestations réservées au personnel, comme les concours de boules, les lotos… Elle gère les colonies de vacances situées à Sausset-les-Pins, Jausiers, Cavalière, La Voisine, Pont-de-Labeaume. Elle s’occupe de tout ce qui concerne le logement du personnel à La Margeray. Elle organise les voyages du personnel qui se multiplient tout au long des années 1960, date d’une croisière à l’île d’Elbe et en Corse sur le bateau Le Koutoubia, alors que Charles Pasqua dirige les ventes.[pas clair].
En 1961, il emmène tout son personnel en train à Rome et le pastis se voit béni par Jean XXIII[réf. nécessaire].
En 1961, c’est le voyage à Rome, avec visite du Vatican et entretien prévu avec le nouveau pape élu en 1958, Jean XXIII, que Paul Ricard avait connu en Camargue alors qu’il n’était que nonce apostolique en France. « […] Trois trains de wagons-lits aux couleurs de Ricard partaient l’un de Paris, le second de Bordeaux, le troisième de Marseille ; ils devaient se retrouver à Vintimille pour pénétrer sur le territoire italien et gagner, l’un derrière l’autre, la Ville Sainte. […] Les douaniers se posèrent quelques questions en constatant la présence, en dehors des douze cents personnes munis de papiers en règle, de trente chevaux et d’un petit agneau blanc […] Les Italiens allaient en voir d’autres : aussitôt débarqués, nous nous formâmes en procession derrière les tambourinaires, en blanc et taîole et les Arlésiennes costumées en croupe derrière leurs gardians trident en mains. Ils n’avaient rien à envier aux gardes suisses, quand nous débouchâmes sur la place Saint-Pierre, après un défilé triomphal ». Les extraits du récit de ce voyage faits par Paul Ricard lui-même (Ricard, op.cité, p. 191) montrent en tout état de cause que rien n’est laissé au hasard, que la mise en scène et la théâtralité pensées et voulues sont là pour donner plus d’éclat à l’événement. Mais au-delà, rien n’est gratuit. Tout est conçu pour, en dernier ressort, servir les intérêts de l’entreprise, faire connaître le produit, élargir les zones de sa diffusion. La démarche n’est pas isolée : elle s’insère dans un ensemble plus large mêlant publicité – on dit alors propagande –, mécénat, manifestations sportives…
Paul Ricard innove aussi dans son entreprise : les salariés sont à la pointe du progrès social des Trente Glorieuses et même si ses détracteurs le taxèrent de « paternalisme », il n’empêche que les conditions de travail du personnel firent beaucoup d’envieux : participation aux bénéfices, intéressement, protection sociale, épargne retraite, le tout entraîné par un fort esprit d’équipe[réf. nécessaire].
En 1968, Paul Ricard décide de passer la main : Bernard Ricard prend la relève puis doit céder sa place en 1971, son père ayant été furieux qu’il ait acquis grâce à un emprunt une participation minoritaires (48 %) dans l'entreprise Champagne Lanson.
Dans les années 1970, ayant besoin d’argent pour financer la construction du circuit du Castellet, Ricard fusionne avec son ennemi de toujours Pernod.
Succédant à Jean Hémard, Patrick Ricard, le fils cadet du fondateur, en devient le directeur en 1977[réf. nécessaire].

### Le mécène
Parallèlement à son entreprise, Paul Ricard a été mécène, et s’est engagé dans de nombreuses aventures.
En sport, Paul Ricard, qui possédait près de Signes — village dans l’arrière-pays varois dont il fut le maire — un vaste domaine de mille hectares, fait construire à côté d’un aérodrome le circuit du Castellet, qui va très vite devenir une référence des sports mécaniques : la F1 de 1971 à 1990 puis de 2018 à 2022), les Grands Prix moto et le Bol d’Or. Le circuit a été racheté en 1999 par Bernie Ecclestone, le patron de la F1, qui en a fait un circuit de tests ultra moderne, mais sans spectateurs ni compétitions. Le Grand Prix de France de Formule 1 se dispute à nouveau au Castellet depuis 2018. 
Plus tôt, en 1946, il avait lancé un club de rugby à XIII, "Marseille XIII" qui portait ses couleurs bleu et jaune et qui connut ses heures de gloire, comme l'attestent ses nombreux titres nationaux (Championnat de France en 1949, Coupe de France en 1948, 1949, 1957, 1965 et 1971), et qui comptait alors dans son effectif quelques-uns des meilleurs joueurs de l'époque à l'image de Jean Dop, Élie Brousse, François Rinaldi, Jacques Merquey, Jean Pambrun, André Béraud et Maurice André.
Via la « fondation océanographique Ricard », Paul Ricard a financé un « Observatoire de la Mer » en Méditerranée pour le docteur Alain Bombard.
Toujours dans le domaine marin, Paul Ricard est le mécène du navigateur Alain Colas en 1973 puis il soutint Éric Tabarly en 1978 pour la conception de l'Hydrofoil, l'ancêtre de l'Hydroptère : amoureux de la mer et propriétaire d’un bateau de croisière, le Garlaban, du nom de la montagne de son enfance, Paul Ricard fit parler la passion.
Dans sa ville natale, Marseille, il est l'instigateur, avec l'appui du directeur du quotidien La Marseillaise, Michel Montana et de son directeur national des ventes de l'époque, Charles Pasqua, du Mondial la Marseillaise à pétanque , festival de pétanque, dont la première édition eut lieu en 1961.
La loi Barzach en 1987, interdisant le sponsoring sportif pour les marques d’alcool, condamna le groupe à se retirer de ce domaine, il se concentra sur le mécénat artistique.
Dans les arts et la culture, Paul Ricard mit en place dans les années 1960 la fondation Paul-Ricard qui avait pour objectif de révéler et de promouvoir de jeunes talents de la littérature, de la peinture et bien d’autres. Il était passionné par la peinture et fit l’acquisition de la Pêche au thon de Salvador Dalí. La marque a toujours continué cette politique, même après le départ du patron, avec la création en 1988 de la Ricard SA Live Music qui organise des concerts, dont certains gratuits, avec des stars nationales et internationales, ainsi que la fondation d'entreprise Ricard dédiée a la promotion de l'art contemporain.
Paul Ricard s’investit aussi dans la tauromachie, avec les clubs taurins qui aujourd’hui encore participent activement à l’organisation de manifestations et de fêtes autour de cette tradition. L'Union des clubs taurins Paul Ricard lui a survécu, elle compte plus de 15 000 membres.
Très impliqué dans la tauromachie, il construit, sur le domaine de Méjanes à Arles, les arènes de Méjanes en juillet 1955. Ces arènes sont devenues un des hauts lieux de la corrida de rejón où se produisent actuellement les plus grands rejoneadors. On y décerne chaque année le prix du rejón d'or.
Paul Ricard a créé sur l’île des Embiez — qu'il a achetée en 1958 — l’institut océanographique Paul Ricard, toujours en activité, qui mit en œuvre de nombreux programmes de recherche sur la biodiversité et la protection de l’environnement. Un aquarium, un musée et de nombreuses journées découvertes pour les écoliers complètent cet ambitieux projet auquel a collaboré Alain Bombard.
Outre l'île des Embiez, au large de Six-Fours-les-Plages, qui est un haut lieu touristique de la Côte d’Azur, Paul Ricard a acquis également l’île de Bendor au large de Bandol. Il était très concerné par la protection de la mer et de la nature. Paul Ricard repose aujourd’hui sur une pointe des Embiez, face au grand large.

## Paul Ricard et la politique
Dans sa jeunesse, auprès de Jòrgi Reboul et Charles Camproux, il est militant occitaniste, participant notamment à la fondation en 1925 du Calen de Marseille, association culturelle, et du Group Marsihés d'Occitania qui deviendra ensuite le Parti dóu pople prouvençau, d'inspiration régionaliste, communiste et autonomiste dont il sera le premier président. À la suite de cet activisme politique, il sera poursuivi en 1935 par le préfet des Bouches-du-Rhône pour affichage illégal sur la commune de Pourrières (Var) où il ambitionnait de se présenter.

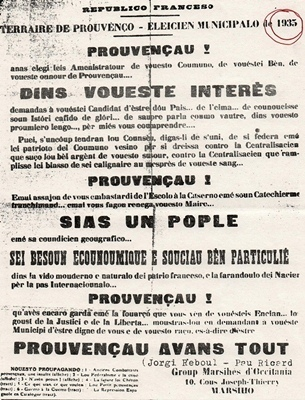
Affiche électorale en provençal signée par Pau Ricard, 1935

Pendant le Seconde Guerre mondiale, il se rend à Arles avec Jorge Reboul où ils retirent pendant une nuit la statue en bronze de Frédéric Mistral et la dissimulent jusqu'à la fin de la guerre pour que les nazis n'en fondent pas le métal. Il abandonnera le militantisme provençal au sortir de la Seconde Guerre mondiale, même s'il restera très attaché à sa région et proche des personnalités qu'il y a côtoyées,.
Paul Ricard fut maire de Signes, village du Var proche du circuit du Castellet, entre 1972 et 1980. Il y possédait une propriété immense. Il se posa durant son mandat en défenseur de la ruralité, de la sociabilité villageoise et de l'environnement : il dénonça souvent les grandes enseignes marchandes qui tuaient le petit commerce ou encore les négligences dans la gestion des espaces forestiers. Ainsi Paul Ricard dénonça le peu d'intérêt de l'État dans ce domaine en adressant au président Georges Pompidou une lettre intitulée « Quand toute la forêt aura brûlé, il n'y aura plus d'incendie. »[réf. nécessaire]

## Hommages
Plusieurs voies publiques de France portent son nom et il existe même une rua Paul Ricard au Brésil, dans la ville de Cascavel. On retrouve ainsi un complexe sportif Paul Ricard dans la commune de Noyal sur Vilaine (35).
En 2008, la ville de Marseille a rendu hommage à Paul Ricard en lui dédiant une place sur la Corniche. La place Paul-Ricard a été inaugurée sur la Corniche par Jean-Claude Gaudin, maire de Marseille, en présence de son fils Patrick Ricard (décédé le 17 août 2012).
En 2009, année du centenaire de sa naissance, la ville de Six-Fours-les-Plages (83) a inauguré la corniche Paul-Ricard au Brusc. La ville de Bandol (83) a, elle aussi, inauguré la médiathèque Paul-Ricard, toujours à l'occasion de son centenaire. Enfin, la ville de Signes a honoré son ancien maire d'une place portant son nom. Un circuit automobile aussi lui a dédié son nom, le circuit du Castellet aussi appelé circuit Paul-Ricard
En 1994, la société de création de roses françaises Meilland basée à le Luc-en-Provence, rebaptise un de ses rosiers arbustes, créé en 1988 par Jacques Mouchotte, sous le nom 'Paul Ricard'®. Le rosier 'Paul Ricard'® est un rosier Hybride de Thé buisson à grande fleur et ses roses, de couleur jaune ambré, ont un parfum puissant anisé et épicé. Plus précisément, le cœur de la rose est de couleur fortement ambré tandis que les pétales périphériques sont habituellement plus claires se rapprochant d'un beige chamois. Ce rosier, primé à maintes reprises, est dédié, en effet, à l’entrepreneur et créateur du pastis tel qu'on le connaît aujourd'hui, Paul Ricard[réf. nécessaire].
Depuis 2020, le siège mondial du groupe Pernod Ricard est situé 5, cours Paul-Ricard dans le 8e arrondissement de Paris.

## Décoration
- Officier de l'ordre du Mérite touristique (1963)[19]